# Bolonjska deklaracija
Bolonjska deklaracija je skupna deklaracija ministrov evropskih držav podpisana v Bologni 19. junija 1999. leta o reformi sistema visokošolskega izobraževanja v Evropi.

## Cilji Bolonjske deklaracije
- Sprejem sistema prepoznavnih in primerljivih stopenj, med ostalim naj bi uvedli dodatek k diplomi-(Diploma Supplement), tako bi se pospešilo zaposlovanje evropskih državljanov in mednarodno konkurenčnost evropskega sistema visokega šolstva.
- Sprejem sistema dveh glavnih stopenj, preddiplomske in diplomske. Vpis na drugo stopnjo zahteva uspešno končana prva stopnja študija, ki traja najmanj tri leta. Stopnja, dosežena po prvem delu izobraževanja, mora ustrezati evropskemu tržišču dela z ustreznim nivojem kvalifikacij. Druga stopnja vodi do magisterija. Doktorat je tretja bolonjska stopnja.
- Uveden bo sistem točkovanj, kot je sistem ECTS, ki je pripravno sredstvo v razvoju najširše izmenjave študentov. Točke se lahko pridobijo tudi izven visokošolskega izobraževanja, vključujoč vseživljenjsko izobraževanje, pod pogojem, da jih prizna univerza, ki sprejema študenta.
- Pospeševanje mobilnosti in premagovanje ovir svobodnemu gibanju. Študentom je treba omogočiti dostop do študija in ustreznih služb; predavateljem, raziskovalcem in administrativnemu osebju pa priznati in valorizirati čas, ki so ga preživeli v Evropi pri raziskavah, na predavanjih ali pri učenju, brez prejudiciranja njihovih statutarnih pravic.
- Pospeševanje evropskega sodelovanja v zagotavljanju kvalitete s ciljem razvijanja primerljivih kriterijev in metodologij.
- Pospeševati potrebne evropske dimenzije v visokem šolstvu, še posebej v razvoju učnih programov, sodelovanju med institucijami, shemah mobilnosti, integriranih programih študija, vzgoje in raziskovanja.

## Države podpisnice deklaracije
Avstrija, Belgija (francoska in flamska skupnost), Bolgarija, Češka, Danska, Estonija, Finska, Francija, Grčija, Hrvaška, Irska, Islandija, Italija, Letonija, Litva, Luksemburg, Madžarska, Malta, Nemčija, Nizozemska, Norveška, Poljska, Portugalska, Romunija, Slovaška, Srbija, Slovenija, Španija, Švedska, Švica, Združeno kraljestvo